# Cyberstalking
A expressão cyberstalking (em português, “perseguição cibernética”) é oriunda da palavra em inglês stalk que significa perseguir. Semanticamente, consiste no uso de ferramentas tecnológicas com o objetivo de perseguir ou assediar uma pessoa. É a versão virtual do termo stalking, conceituado como o comportamento de perseguição e/ou ameaças repetitivas contra uma pessoa e que podem ser manifestados por meio de ações como: seguir a vítima em seu trajeto, aparecer repentinamente em sua casa ou local de trabalho, realizar ligações telefônicas inconvenientes e até mesmo invadir a residência da vítima. Pode incluir também alegação de falsas acusações, monitoramento, ameaças, roubo de identidade, dano a dados ou equipamentos, solicitação de sexo a menores de idade ou aquisição de informações para uso prejudicial. Cyberstalking é diferente da perseguição offline no que diz respeito ao meio de execução, ele age por meios tecnológicos, como a internet. Entretanto, a perseguição virtual pode evoluir para a perseguição real, ou podem ocorrer simultaneamente. Independente, ambos são crimes e as punições vão de ordens de restrição à prisão. Cyberstalking compartilha importantes características com a perseguição offline, entre elas o fato de muitos perseguidores, online ou offline, serem motivados pelo desejo de controle sobre as vítimas.
O stalker (ou perseguidor), indivíduo que pratica essa perseguição, pode ser um estranho online ou uma pessoa conhecida pela vítima. É comum que o perseguidor use do anonimato provido por alguns serviços na internet como forma de se sentir seguro a praticar essas ações.
Esse tipo de perseguição tem sido agravado pelos adventos tecnológicos, principalmente o uso de redes sociais ao longo da internet, que muitas vezes gera uma inversão nos paradigmas entre a vida real e a virtual, causando diminuição das interações sociais.
Cyberstalking é uma forma de cyberbullying.

## Definições
Stalking é um processo contínuo, que consiste de uma série de ações onde cada uma pode, individualmente, ser considerada legal em nível jurídico. O professor de Ética Tecnológica, Lambèr Royakkers afirma o seguinte:

“Stalking é uma forma de agressão mental na qual o agressor, de maneira repetitiva, ininterrupta e não desejada invade a vida da vítima, com quem ele não tem nenhum tipo de relacionamento (ou deixou de ter), com motivos que são direta e indiretamente relacionados à esfera afetiva. Além disso, as ações individuais do agressor não caracterizam o abuso mental em si, mas no conjunto o faz.” 

## Manifestações
- Falsas acusações: Muitos cyberstalkers tentam prejudicar a reputação de suas vítimas. Eles postam falsas informações sobre as vítimas em websites. É possível que eles criem seus próprios websites, blogs ou perfis de usuários para esse propósito específico. São postadas alegações sobre as vitimas em newsgroups, bate-papos ou outros sites que permitem contribuições publicas, como a Wikipedia ou a Amazon.com.[5]
- Obtenção de informações: Cyberstalkers podem se aproximar dos amigos, familiares e colegas de trabalho de suas vítimas com o propósito de obter informações pessoais. Para obter essas informações, eles podem contratar detetives particulares ou postar anúncios para obtenção de informações.
- Monitoramento de atividades online: Como forma de obter mais informações sobre as vítimas, cyberstalkers tentam monitorar suas atividades online e descobrir o endereço IP delas.[6]
- Encorajamento de outros: Muitos cyberstalkers tentam envolver terceiros no processo de perseguição. Eles podem chegar até a alegar que a vítima causou danos ao stalker ou sua família como tentativa de atrair terceiros a sua causa.
- Falsa vitimização: O cyberstalker tentará reverter a situação, invertendo os papéis ao afirmar que ele está sofrendo com a perseguição. Essa caracterização tem sido uma das mais comuns.
- Ataques a dados e equipamentos: Há tentativa de danificar os dispositivos da vítima, enviando vírus de computador.
- Requisição de produtos e serviços: Os atacantes requisitam produtos, realizam assinaturas de revistas, requisitam serviços em nome da vítima já que de alguma forma obtiveram os seus dados. Essa caracterização normalmente envolve pornografia, requisitando produtos pornográficos a serem entregues no trabalho da vítima.
- Encontros reais: Normalmente costuma afetar pessoas mais jovens que se atrevem a correr o risco de marcar encontros reais entre pessoas online, sem saber que essas pessoas podem ser cyberstalkers.[7]

## Motivos
Perfis psicológicos de criminosos digitais identificaram alguns fatores que motivam os perseguidores virtuais. Entre as motivações estão: inveja; vingança; rejeição; obsessão patológica de caráter profissional ou sexual; fracasso profissional ou decepção com a vida; intimidação por status financeiro e diminuição moral da vítima. O perseguidor deseja gerar medo na vítima a fim de se justificar superior. Outra motivação que agrava a perseguição virtual é a crença do perseguidor de que nunca sofrerá com as consequências de suas ações devido ao anonimato provido por muitos meios tecnológicos.

## Tipos

### A mulheres
Assédio e perseguição a mulheres no meio virtual tem se tornado cada vez mais comum, essa perseguição muitas vez se dá por ameaças de violência, inclusive de estupro. Esse tipo de assédio é acusado de limitar as atividades online da vítima ou até mesmo deixando-as completamente offline, o que impede a participação das vítimas no meio virtual e mina sua autonomia, dignidade, identidade e oportunidades.

### A pessoas íntimas
Cyberstalking praticada a pessoas socialmente próximas integra também uma forma online de assédio a companheiros românticos atuais ou antigos. A prática nesse âmbito é considerada uma forma de violência doméstica. Especialistas apontam que o objetivo nesse contexto é controlar a vítima a fim de que ela se isole socialmente e se torne altamente dependente do perseguidor. Devido à proximidade pessoal entre vítima e agressor ser maior, os stalkers não só enviam repetitivos insultos e ameaças via email, como também chegam a monitorar e violar o uso dos emails de suas vítimas. Além disso, usam contas online das vitimas para enviar email, fazer postagens e realizar compras ou requisição de serviços em nome delas, o que ultrapassa a barreira de perseguição e chega a se caracterizar também como atividade hacker. Eles podem também usar a internet para fazer um levantamento de informações pessoais sobre as vítimas e usar isso com o propósito de assediá-las.

### A celebridades e pessoas públicas
O perfil de stalkers mostra que na maioria das vezes eles escolherem perseguir pessoas que eles conhecem, ou que eles pensam que conhecem. Este último segmento se encaixa justamente na perseguição a celebridades e pessoas do âmbito público (políticos, por exemplo). Como parte do risco que celebridades e pessoas públicas correm por terem a todo instante a sua imagem em público, elas são comumente alvos de mentiras e histórias fabricadas que são publicadas por seus stalkers, que, em muitos casos, estão na sua própria legião de fãs.

### Por anônimos
A evolução constante das tecnologias da Web tem cada vez mais permitindo que grupos anônimos de pessoas se auto-organizem para realizar difamações e ameaças de violência por meio de ataques baseados em tecnologias. Esses ataques incluem: divulgação de notícias mentirosas, publicação de fotos adulteradas, ameaças de violência, divulgação de informações pessoais das vítimas, envio de declarações prejudiciais para os empregadores das vítimas por email, manipulação de engenhos de busca para fazer com que informações prejudiciais à vítima sejam as mais relevantes nas pesquisas submetidas.

Especialistas atribuem a natureza destrutiva do grupo online de anônimos à dinâmica de grupo, afirmando que grupos com visões homogêneas tendem a se tornar mais extremo à medida que os membros tendem a cada vez mais fortalecerem suas visões, pois todos eles pensam similarmente. Grupo com visão homogênea faz com que seus membros não se enxerguem individualmente, o que gera a perda do senso responsabilidade individual sobre seus atos destrutivos. Quando são suportados por autoridades, esses grupos se tornam mais agressivos no que se diz respeito a desumanizar suas vítimas. Em alguns casos, provedores de serviços na internet e donos de websites são culpados por não se posicionarem contra esse tipo de assédio.

### Cyberstalking corporativo
Cyberstalking corporativo ocorre quando uma organização pratica assédio contra um indivíduo online, ou quando um membro ou grupo de membros prática a perseguição contra uma organização. Os motivos que giram em torno desse tipo de cyberstalking são de caráter ideológico, ou apoiados por desejo de vingança ou de ganho financeiro.

## Perseguidores

### Perfil
O trabalho preliminar realizado por Leroy McFarlane e Paul Bocju identificou quatro tipos de cyberstalkers: 

1. Vingativo: aquele que é caracterizado pela ferocidade de seus ataques;
2. Calmo: aquele cujo motivo é apenas perturbar;
3. Íntimo: aquele cujo objetivo é estabelecer um relacionamento com a vítima, mas que, devido a rejeição, se torna contra a vítima;
4. Coletivo: aquele que não se trata apenas de um indíviduo praticante, mas sim de um grupo com o mesmo objetivo.

De acordo com Antonio Chacón Medina, autor de Uma nueva cara de Internet, El acoso (“Uma nova face da Internet: stalking”), o perfil genérico do perseguidor é frieza e demonstrar pouco ou nenhum respeito pelos demais. O perseguidor é um assediador que espera pacientemente o momento no qual a vítima demonstrará vulnerabilidade, normalmente mulheres ou crianças; ou persegue uma pessoa em particular, sendo esta de seu convívio social ou um totalmente desconhecido. O perseguidor aprecia demonstrar seu poder de perseguir e de causar danos psicológicos a suas vítimas.

### Comportamento
Perseguidores virtuais buscam suas vítimas a partir de engenhos virtuais de busca, fóruns online, salas de bate-papo e, mais recentemente, por meio de redes sociais, como Facebook, Twitter, MySpace. Eles podem realizar a perseguição por meio de bate-papos ao vivo ou, enviar vírus eletrônicos ou emails inesperados. 

Quando são processados, os perseguidores tentam, sem sucesso, justificar seu comportamento fundamentando-o no uso de fóruns públicos, ao contrário da alegação de contato direto
. Outro fato comum é que quando há alguma reação por parte da vítima, eles revidam acompanhando as atividades virtuais dela. Por exemplo, o monitoramento do endereço IP da vítima com o propósito de desvendar a localização da vítima. 

Alguns casos de cyberstalking podem evoluir para stalking físico, no mundo real, e a vítima pode sofrer com ligações telefônicas excessivas, vandalismo, ameaças verbais ou em correspondência ou até mesmo agressão física. Por outro lado, há também o caminho inverso, muitos perseguidores reais pode usar cyberstalking (agindo como perseguidores virtuais) como outro método de perseguição a suas vítimas.

## Legislação de combate à Ciberperseguição

### Estados Unidos
A atual lei federal Anti-CyberStalking dos EUA é encontrado em 47 USC sec. 223.
A primeira lei cyberstalking norte-americana entrou em vigor em 1999, na Califórnia. Outros estados incluem a proibição contra cyberstalking em sua legislação de assédio ou perseguição. Na Flórida, HB 479 foi introduzido em 2003 para proibir cyberstalking e assinado em lei em outubro de 2003.
Embora algumas leis só abordem o assédio online das crianças, existem leis que protegem as vítimas adultas de cyberstalking. Enquanto alguns sites se especializam em leis que protejam as vítimas menores de 18 anos, a legislação atual e futura contra cyberstalking dos Estados Unidos oferece ajuda às vítimas de todas as idades.
Alguns estados dos EUA começaram a abordar a questão da cyberstalking:

- Alabama, Arizona, Connecticut, Havaí, Illinois, New Hampshire e Nova York incluíram proibições de assédio por comunicações eletrônicas, computador ou e-mail na sua legislação contra assédio.
- Alasca, Flórida, Oklahoma, Wyoming, e na Califórnia, incorporaram declarações eletrônicas como conduta em suas leis anti-perseguição.
- Texas promulgou a Lei da Perseguição por Comunicações Eletrônicas em 2001.
- Missouri revisou o seu estatuto estadual contra assédio para incluir perseguição e assédio por telefone e comunicações eletrônicas (assim como cyberbullying), após o caso de suicídio de Megan Meier de 2006.[22]
- Alguns estados têm estatutos, tanto contra perseguição como contra assédio, que criminalizam comunicações eletrônicas ameaçadoras e indesejáveis
- Outros estados têm leis, além dos estatutos contra assédio e perseguição, que proíbem o uso indevido de comunicações computacionais e e-mail, enquanto outros aprovaram leis que contêm ampla linguagem que pode ser interpretada para incluir comportamentos de cyberstalking.

A temática de cyberstalking também foi abordada em recentes leis federais dos EUA. Por exemplo, a Lei de Violência Contra a Mulher, aprovada em 2000, fez cyberstalking uma parte do estatuto federal e interestadual. Ainda assim, continua a existir uma falta de legislação a nível federal para tratar especificamente cyberstalking, deixando a maioria das proibições legais contra cyberstalking em nível estadual.
A maioria das leis contra perseguição exige que o autor faça uma ameaça crível de violência contra a vítima, enquanto outras incluem ameaças contra a família imediata da vítima, e ainda outras consideram a conduta do acusado como constituinte da uma ameaça implícita. Enquanto algumas condutas envolvendo comportamento perturbador ou ameaçador podem ficar aquém de perseguição ilegais, tal comportamento pode ser um prelúdio para a perseguição e violência e deve ser tratada com seriedade.

### Austrália
Na Austrália, a Stalking Amendment Act, de 1999 inclui o uso de qualquer forma de tecnologia com propósitos de assediar determinada vítima como crime de perseguição.

### Reino Unido
No Reino Unido, a Lei contra Comunicações Maliciosas, de 1998 classifica cyberstalking como crime.